# 南部宗経
南部 宗経（なんぶ むねつね）は、鎌倉時代中期の武士。南部氏5代当主（『南部系譜』）。

## 略歴
3代当主・南部時実の三男として誕生。幼名は彦三郎（『南部史要』）。
4代当主・南部政光に子がいないため跡を弟・義元の嫡子・義行に決めたが、義行は政光の意向に反して甲斐国に戻る。このため政光の弟の宗経が家督を継ぐ。この時から家運が衰えて京都への大番や、鎌倉への参勤も絶つという。
弘安6年（1283年）5月17日、没する。享年38。法号は西来院殿直山示公。